# 价格双轨制
价格双轨制是20世纪80年代中国大陆经济改革初期实行的一种从计划经济体制向市场经济体制的价格过渡模式。价格双轨制下，同一种商品在国家的计划经济指标内采用固定价格，在计划经济指标外采取依照市场供需机制自由调节的价格。由于商品价格采用两套定价系统，一些官员或其亲属，利用权力获得低价的重要物资，倒卖到市场上赚取价差套利。这些有官方背景的倒买倒卖的投机者，被称为“官倒”。在1989年六四事件中，“打倒官倒”是示威民众的重要诉求之一。

## 背景
“价格双轨制”是指生产资料的价格分为“计划内”和“计划外”两种：企业在国家计划生产任务之内生产的产品按照国家规定的“计划内”价格出售，超出计划生产任务之外的部分可以按照“计划外”的市场价格进行出售。由于当时许多生产资料短缺，“计划外”价格一般高于“计划内”价格。国家希望通过逐步缩小指令性计划的范围，使整个经济从计划经济体制逐步向市场经济体制过渡。

## 实施与发展
- 1984年5月，国务院颁布了《关于进一步扩大国营工业企业自主权的暂行规定》,确定工业生产资料属于完成国家计划后的超产部分和企业自销部分,一般在不高于或低于国家定价的20%的幅度内,企业有权自行定价或由供需双方协商定价（1985年1月取消了20%的限定），生产资料“价格双轨制”作为生产资料价格改革的一项重要改革措施被肯定并广泛推广。
- 1985年3月，国务院正式下文废除对计划外生产资料价格的控制，“价格双轨制”正式成为中国价格改革的基本政策。[來源請求]
- 1989年11月9日，十三届五中全会通过《中共中央关于进一步治理整顿和深化改革的决定》，提出：“逐步解决生产资料价格‘双轨制’问题”，“变‘双轨’为‘单轨’”即“双轨合一”，确立了市场导向的新的价格改革思路。

## 影响

### 积极影响
1. 促进了价格体系的完善：价格双轨制的实施引入了市场机制，逐步建立起生产资料市场，改变了过去高度集中的生产资料价格管理体制，平稳推进了从计划经济体制向市场经济体制的过渡。
2. 促进了生产资料的生产：“计划外”价格带来更大的利润空间，调动了企业的生产积极性，促进了生产力的发展，大大缓解了生产资料短缺的状况，为国民经济的发展提供了必要的物质基础。
3. 促进了乡镇企业的发展：由于价格双轨制的实施，生产资料短缺的问题得到缓解，使得乡镇企业可以在市场上买到所需的原材料，从而促进了乡镇企业的迅速发展。

### 消极影响
1. 产生了“倒买倒卖”的现象：大量以较低价格获得商品的商人尤其国营企业内的高管，以较低价格购买，且以较高价格在市场放售，从中获利，这一倒买倒卖的群体被民众称为“倒爷”。[1]这种严重的腐败现象引发了百姓的普遍不满。
2. 冲击了国家对生产资料的生产计划：计划外价格带来的高利润使得许多企业力图减少生产资料的的国家计划和调拨的部分，增加超产自销的部分来获得高额利润，从而出现了计划外挤计划内的现象，在一定程度上打乱了国家的计划。
3. 造成了企业的不平等竞争：在价格双轨制的实施下，不同企业、不同的经济成分以及不同的买卖双方关系，使得购进同一种原材料的价格不同，生产同一种产品的生产成本的不同造成了不平的的竞争。

### 引用
1. ↑  . 网易人间. 2016-03-03  [2016-05-08]. （原始内容存档于2020-11-27）.